# Países Bajos en el Festival de la Canción de Eurovisión 2023
Países Bajos participará en el LXVII Festival de la Canción de Eurovisión, que se celebrará en Liverpool, Reino Unido del 9 al 13 de mayo de 2023, tras la imposibilidad de Ucrania de acoger el concurso por la victoria de Kalush Orchestra con la canción «Stefania». La AVROTROS, radiodifusora encargada de la participación neerlandesa dentro del festival, decidió mantener el sistema de elección de los últimos años, utilizando un método de selección interna. El 1 de noviembre de 2022, fue anunciado el dueto conformado por Mia Nicolai & Dion Cooper como los representantes neerlandeses en el Festival de Eurovisión, con un tema compuesto por ellos mismos junto al ganador de Eurovisión 2019, Duncan Laurence y Jordan Garfield. La canción, titulada «Burning Daylight» fue publicada a través de YouTube el 1 de marzo de 2023.

## Historia de Países Bajos en Eurovisión
Países Bajos es uno de los países fundadores del festival, habiendo participado desde 1956 en 62 ocasiones. El país es uno de los máximos ganadores del concurso, habiéndolo ganado en 5 ocasiones: en 1957, Corry Brokken ganó con el tema «Nets als toen»; en 1959 con Teddy Scholten y «'n Beetje»; posteriormente en 1969 vencieron junto a otros tres país con Lenny Kuhr y «De trobadour»; su cuarta victoria fue en 1975 con el grupo Teach-In y la canción «Ding-a-Dong». Finalmente, su última victoria fue en 2019 con Duncan Laurence y el tema pop «Arcade». Sin embargo, desde la introducción de las semifinales en 2004, el país no logró clasificarse 8 ocasiones consecutivas a la final. Actualmente, el país es uno de los países con mejores resultados en el concurso, clasificándose a las últimas 8 de 9 finales, posicionándose dentro del Top 10 en tres ocasiones y en 11° lugar en otras tres ocasiones.
En 2022, la artista seleccionada internamente S10, se colocó en undécima posición con 171 puntos en la gran final: 42 puntos del televoto (14.ª) y 129 del jurado profesional (9.ª), con el tema «De Diepte».

## Representante para Eurovisión

### Elección Interna
Países Bajos a través de su televisora AVROTROS confirmó su participación en el Festival de la Canción de Eurovisión 2023 tan solo un par de días después de la final de Turín 2022. La televisora decidió mantener un sistema de elección interna como se ha usado desde 2014. El proceso de recepción de candidaturas se ha abierto desde el 16 de mayo hasta el 31 de agosto de 2022. A finales de agosto la AVROTROS reveló a los integrantes del comité seleccionador, que fue conformado por Eric van Stade, director general de la AVROTROS; Cornald Maas, presentador de televisión y comentarista del festival; Jan Smit, cantante y presentador de televisión; Sander Latinga, DJ; Carolien Borgers, DJ y experta musical y Hila Noorzai, experta de Eurovisión.
En septiembre de 2022, una vez ya cerrado el plazo de recepción de canciones, uno de los miembros del comité, Cornald Maas declaró que posiblemente la candidatura sería elegida en noviembre. Así mismo, sin revelar el número de canciones recibidas, declaró que no esperaba que sobrepasase el número de candidaturas recibidas para Eurovisión 2022, cuando se recibieron casi 400.
El 1 de noviembre de 2022, Mia Nicolai junto a Dion Cooper fueron anunciados por los Países Bajos como sus representantes en el Festival de la Canción de Eurovisión. Su tema sin publicar, está compuesto por ambos junto al ganador del Festival de Eurovisión por los Países Bajos en 2019, Duncan Laurence y su pareja, el compositor Jordan Garfield. Respecto a su elección, Eric van Stade, director general de la AVROTROS declaró:

«Recibimos muchas canciones este año, especialmente de jóvenes talentos, lo cual es un gran avance. Dion Cooper y Mia Nicolai son jóvenes talentos poco convencionales, además de compositores con una historia que contar. El comité de selección fue, sin excepción, muy positivo con su canción, en la que sus voces funcionan juntas maravillosamente. Aunque no podemos decir mucho ahora sobre la canción, podemos decir que es una canción distintiva, franca y significativa, y no tenemos dudas de que se destacará en un sentido positivo en el campo de los concursantes de Eurovisión.»
Eric van Stade

El 1 de marzo de 2023, fue publicado el tema «Burning Daylight» a través del programa Khalid en Sophie en el canal NPO 1 y por Bart Arens en Wout2day en NPO Radio 2. Así mismo, de manera internacional fue publicado el video oficial en el canal oficial de Eurovisión en YouTube.

## En Eurovisión
De acuerdo a las reglas del festival, todos los concursantes deben iniciar desde las semifinales, a excepción del anfitrión (en este caso, Reino Unido), el ganador del año anterior, Ucrania y el Big Five compuesto por Alemania, España, Francia, Italia y el propio Reino Unido. En el sorteo realizado el 31 de enero de 2023, Países Bajos fue sorteada en la primera semifinal del festival. En este mismo sorteo, se determinó que participaría en la segunda mitad de la semifinal (posiciones 8-15). Semanas después, ya conocidos los artistas y sus respectivas canciones participantes, la producción del programa dio a conocer el orden de actuación, determinando que el país participaría en la decimocuarta posición, después de Chequia y precediendo a Finlandia.
Los comentarios para Países Bajos correrán por parte de Cornald Maas y Jan Smit en la transmisión por televisión de las tres galas. La portavoz de la votación del jurado profesional neerlandés será la cantante y representante neerlandesa en el Festival de Eurovisión de 2023, S10.

### Semifinal 1
Mia Nicolai & Dion Cooper tomó parte de los ensayos los días 1 y 3 de mayo así como de los ensayos generales con vestuario de la primera semifinal los días 8 y 9 de mayo. Azerbaiyán se presentará en la posición 14, después de Chequia y antes de Finlandia.